# Rolf de Heer
Pour les articles homonymes, voir Heer.
Rolf de Heer est un réalisateur, producteur et scénariste australien d'origine néerlandaise, né le 4 mai 1951 à Heemskerk (Pays-Bas).

## Biographie
Né en 1951 aux Pays-Bas, Rolf de Heer grandit en partie à Sumatra, dans l'ancienne colonie hollandaise d'Indonésie, puis sa famille émigre en Australie alors qu'il a 8 ans.
Après avoir travaillé pendant sept ans à l'Australian Broadcasting Corporation (ABC), il étudie à l'école du cinéma, de la télévision et de la radio, puis réalise en 1984 son premier film, Sur les ailes du tigre, un film pour les enfants qui est projeté à la Berlinale avant de rencontrer un succès à la fois critique et commercial. Après un film de science-fiction, Encounter at Raven's Gate, il réalise en 1991 Dingo, un film avec Miles Davis dans lequel ce dernier interprète son propre rôle. Il s'attaque ensuite au thème de l'enfance avec Bad Boy Bubby en 1993, remportant des prix importants (Mostra de Venise, AFI Awards), puis La Chambre tranquille en 1996, pour lequel il est sélectionné au Festival de Cannes.
En 1998, il signe le déconcertant Dance Me to My Song (lui aussi sélectionné à Cannes), qui raconte l'idylle entre une paraplégique et un aide soignant. Il réalise ensuite l'adaptation du Vieux qui lisait des romans d'amour, roman de Luis Sepulveda, tourné en Guyane française avec Richard Dreyfuss dans le premier rôle. En tournant The Tracker en 2002, il s'intéresse ensuite à l'histoire des aborigènes et rencontre David Gulpilil, qui l'entraînera ensuite dans l'aventure de 10 canoës, 150 lances et 3 épouses.
En 2015 il préside le jury des longs métrages de la compétition internationale du 34e Festival international du film d'Istanbul.

## Filmographie

### Comme réalisateur
- 1984 : Sur les ailes du tigre (Tale of a Tiger)
- 1988 : Encounter at Raven's Gate
- 1991 : Dingo
- 1993 : Bad Boy Bubby
- 1996 : La Chambre tranquille (The Quiet Room)
- 1997 : Epsilon
- 1998 : Dance Me to My Song
- 2001 : Le Vieux qui lisait des romans d'amour (The Old Man Who Read Love Stories)
- 2002 : The Tracker
- 2003 : Alexandra's Project
- 2006 : 10 canoës, 150 lances et 3 épouses (Ten Canoes)
- 2006 : The Balanda and the Bark Canoes (TV)
- 2007 : Dr. Plonk
- 2009 : Twelve Canoes
- 2012 : The King Is Dead!
- 2013 : Charlie's Country
- 2022 : The Survival of Kindness

### Comme producteur
- 1988 : Encounter at Raven's Gate
- 1991 : Dingo
- 1993 : Bad Boy Bubby
- 1996 : La Chambre tranquille (The Quiet Room)
- 1997 : Epsilon
- 1998 : The Sound of One Hand Clapping
- 1998 : Dance Me to My Song
- 1999 : Spank
- 2002 : Tre per sempre
- 2002 : The Tracker
- 2003 : Alexandra's Project
- 2006 : 10 canoës, 150 lances et 3 épouses (Ten Canoes)

### Comme scénariste
- 1984 : Sur les ailes du tigre (Tale of a Tiger)
- 1988 : Encounter at Raven's Gate
- 1993 : Bad Boy Bubby
- 1996 : La Chambre tranquille (The Quiet Room)
- 1997 : Epsilon
- 1998 : Dance Me to My Song
- 2001 : Le Vieux qui lisait des romans d'amour (The Old Man Who Read Love Stories)
- 2002 : The Tracker
- 2003 : Alexandra's Project
- 2006 : 10 canoës, 150 lances et 3 épouses (Ten Canoes)

### Autres
- 2002 : The Tracker - parolier